# Whangaehu River
Der Whangaehu River ist ein ca. 190 km langer schmaler Fluss in der Region Manawatū-Whanganui auf der Nordinsel von Neuseeland.

## Geographie
Der Whangaehu River hat seinen Ursprung am südöstlichen Rand des Kratersees des Ruapehu, des höchsten Vulkans Neuseelands, der sich im Tongariro National Park befindet. Das Mündungsgebiet des Flusses liegt rund 13 Kilometer südöstlich von Whanganui und rund 6,5 km westlich von Rātana. Nach rund 190 km größtenteils südsüdwestlichem Verlauf mündet der Fluss mit einem Sohlgefälle von ca. 13 ‰ (über den gesamten Verlauf gerechnet) in die Tasmansee.

## Zugunglück
Als am 24. Dezember 1953 ein Teil des Ruapehu-Kraters kollabierte, entstand ein Lahar, der dem Flusslauf folgte und eine Brücke über den Fluss bei Tangiwai schwächte. Wenige Minuten später brach die Brücke unter dem Nachtzug, der zwischen Auckland und Wellington unterwegs war, zusammen. Bei dem Unfall starben 151 der 285 Personen im Zug. Damit war der Eisenbahnunfall von Tangiwai Neuseelands größte Eisenbahnkatastrophe.
Der letzte Lahar ereignete sich im März 2007. Die Behörden hatten jedoch rechtzeitige Maßnahmen zum Schutz von Menschenleben getroffen.